# 卡帕揚縣

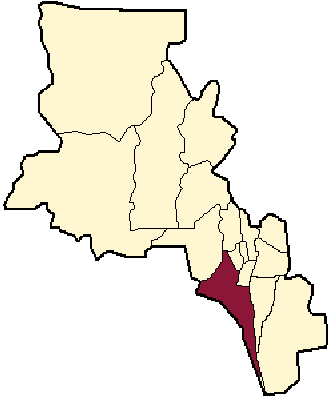

28°44′S 65°59′W / 28.733°S 65.983°W
卡帕揚縣（西班牙語：Departamento Capayán），是阿根廷的縣份，位於該國西北部卡塔馬卡省，首府設於瓊比查，面積4,284平方公里，2010年人口16,085，該地區的地震活動頻繁和低強度，人口密度每平方公里3.75人。 